# Вертный
Вертный — река в России, протекает по Республике Коми по территории района Печора. Правый приток реки Печора. Длина реки составляет 60 км.

## География
Начинается в заболоченной тайге, вытекая из болота глубиной 0,8 м. Течёт в общем западном направлении. Местами берега обрывистые, высотой до 9 м. Скорость течения воды в верховьях 0,8 м/с, в низовьях — 0,6 м/с. Ширина в нижнем течении — 29 м при глубине 0,4 м. Устье реки находится в 945 км по правому берегу реки Печора, около деревни Аранец на высоте 47,8 м над уровнем моря.
Притоки — Северный Вертный (пр., в 35 км от устья), Южный Вертный (лв., в 22 км от устья), Лёкъёль (лв., в 2 км от устья).

## Этимология
От глагола вертеться, вертеть «поворачиваться из стороны в сторону, меняя положение».

## Данные водного реестра
По данным государственного водного реестра России относится к Двинско-Печорскому бассейновому округу, водохозяйственный участок реки — Печора от водомерного поста у посёлка Шердино до впадения реки Уса, речной подбассейн реки — бассейны притоков Печоры до впадения Усы. Речной бассейн реки — Печора.
Код объекта в государственном водном реестре — 03050100212103000063283.